# Những Người Canh Giữ
Những Người Canh Giữ (tựa gốc tiếng Anh: Watchmen) là một bộ phim truyền hình giới hạn về thể loại chính kịch siêu anh hùng của Hoa Kỳ dựa trên loạt truyện tranh cùng tên năm 1986 của DC Comics do Alan Moore và Dave Gibbons sáng tác. Series được sáng tạo, đồng viết kịch bản và điều hành sản xuất bởi Damon Lindelof do đài HBO phát sóng với sự góp mặt của dàn diễn viên bao gồm Regina King, Don Johnson, Tim Blake Nelson, Yahya Abdul-Mateen II, Andrew Howard, Jacob Ming-Trent, Tom Mison, Sara Vickers, Dylan Schombing, Louis Gossett Jr.,Jeremy Irons. Jean Smart và Hồng Châu gia nhập Watchmen trong những tập sau.
Nhà biên kịch Lindelof ví bộ phim truyền hình này giống như phiên bản "phối lại" của bộ truyện tranh gốc. Mặc dù về cơ bản dự án là phần tiếp theo diễn ra 34 năm sau các tình tiết của nguyên tác trong cùng một thực tại thay thế. Watchmen không phải là bản chuyển thể trực tiếp từ truyện tranh, cũng không hề nối tiếp phiên bản điện ảnh của đạo diễn Zack Snyder. Thay vào đó, tác phẩm giới thiệu các nhân vật và xung đột mới nhằm mục đích kể câu chuyện hoàn toàn khác trong bối cảnh thế giới nơi đã từng diễn ra các  sự kiện của cốt truyện gốc. Loạt phim tập trung khai thác xung quanh những vấn nạn bạo lực phân biệt chủng tộc ở Tulsa, Oklahoma ngày nay. Một nhóm theo chủ nghĩa da trắng thượng đẳng mang tên Trung Đoàn Kỵ Binh Thứ 7 (Seventh Kavalry) đã đứng lên chống lại sở cảnh sát Tulsa vì nhận thức được sự bất công về chủng tộc, khiến toàn lực lượng phải che giấu danh tính qua chiếc mặt nạ kể từ Đêm Trắng. Đặc vụ Angela Abar - nữ thám tử được biết đến với mật danh Sister Night cùng cảnh sát trưởng Judd Crawford tiến hành điều tra một vụ ám sát, để rồi từ đó khám phá ra những bí mật liên quan đến công lý dân phòng.
Ban đầu HBO giới thiệu đây là loạt phim truyền hình dài tập đang triển khai, được công chiếu vào ngày 20 tháng 10 năm 2019 trước khi kết thúc 9 tập trong tháng cuối cùng của năm. Lindelof rời vai trò người dẫn chương trình sau mùa đầu tiên và cho biết ông đã hoàn thành cốt truyện dự tính của mình. Nhà đài xác nhận không còn kế hoạch nào khác để phát triển tiếp tục bộ phim mà không có Lindelof nên sau đó đã phân loại tác phẩm thành một series giới hạn bao gồm cả bất cứ phần phim nào có thể có trong tương lai. 
Watchmen nhận được sự hoan nghênh rộng rãi của giới phê bình về màn nhập vai, kịch bản, hiệu ứng hình ảnh, âm nhạc và phần mở rộng từ nguyên tác, cũng như dành lời khen vì đã khắc họa rõ nét vụ thảm sát chủng tộc Tulsa vào năm 1921. Tác phẩm xuất hiện trong hàng loạt danh sách giải thưởng truyền hình lớn nhỏ, dẫn đầu đến 26 đề cử và càn quét hết 11 tượng nữ thần tại lễ trao giải Emmy giờ vàng lần thứ 72, bao gồm các hạng mục Series giới hạn hay nhất, Nữ diễn viên chính và Nam diễn viên phụ xuất sắc nhất.

## Tiền đề
Loạt phim diễn ra 34 năm sau các sự kiện của nguyên tác. Trong lịch sử giả định truyện tranh, nước Mỹ vào thế kỷ 20 tồn tại một nhóm công lý dân phòng (siêu anh hùng) gọi là Watchmen bị buộc phải hoạt động ngoài vòng pháp luật vì họ chống lại tội phạm bằng những biện pháp vô cùng bạo lực. Năm 1985, một trong các thành viên của Watchmen là Adrian Veidt - trước đây được gọi là cảnh vệ Ozymandias - bằng cách tạo ra một giống loài ngoài hành tinh có hình dạng như con mực, đã phát động một cuộc tấn công cờ giả vào thành phố New York giết chết hàng triệu người. Chính điều này buộc các quốc gia phải hợp tác với nhau để chống lại mối đe dọa chung, ngăn chặn chiến tranh thế giới và thảm sát hạt nhân. Veidt tin rằng kế hoạch của ông tuy tàn nhẫn nhưng tất cả đều chỉ vì gìn giữ nền hòa bình thế giới. Hành động của Veidt khiến những người bạn đồng hành trong nhóm kinh hoàng, đặc biệt là Rorschach. Không lâu sau, nhân vật này lên kế hoạch lật tẩy cho cả thế giới biết điều gì thực sự đã xảy ra nhưng anh ngay lập tức bị Doctor Manhattan - thành viên mạnh nhất nhóm Watchmen, tiêu diệt bằng cách dùng siêu năng lực làm bốc hơi toàn bộ cơ thể. Dự đoán được cái chết không thể tránh khỏi của chính mình, Rorschach đã kịp gửi đi cuốn nhật ký ghi chép toàn bộ chi tiết các sự kiện cho tờ báo địa phương. Nội dung cuốn sổ này được công bố ngay lập tức sau đó.
Loạt phim truyền hình lấy bối cảnh ở Tulsa, Oklahoma tiếp tục diễn ra vào năm 2019. Tại thời điểm này, xuất hiện một nhóm tôn thờ chủ nghĩa da trắng thượng đẳng tự xưng là Trung Đoàn Kỵ Binh Thứ 7. Chúng tuyên bố kế thừa những tôn chỉ từ Rorschach, lĩnh hội sai lệch cuốn nhật ký của anh như một tuyên ngôn phân biệt chủng tộc, rồi phát động cuộc chiến bạo lực chống lại các nhóm thiểu số và cảnh sát nhằm thực thi các khoản tiền bồi thường đặc biệt cho những nạn nhân của sự phân biệt. Vào đêm giáng sinh năm 2016, trong một sự kiện được gọi là "Đêm Trắng", bọn chúng đã tấn công nhà của 40 sĩ quan làm việc cho sở cảnh sát Tulsa. Trong số những người sống sót, chỉ còn lại duy nhất hai nhân vật quay trở lại ngành, đó là thám tử Angela Abar và cảnh sát trưởng Judd Crawford. Chính Đêm Trắng đã tạo tiền đề cho đạo luật mới được thông qua, trong đó yêu cầu cảnh sát không được tiết lộ nghề nghiệp và phải đeo mặt nạ để bảo vệ danh tính khi thi hành công vụ, bao gồm cả việc cho phép các sĩ quan cấp cao hóa trang tùy thích. Đến khi lực lượng cảnh sát của Crawford cố gắng trấn áp hội kỵ binh, Abar mới nhận ra mình bị kẹt giữa hai âm mưu cạnh tranh nhằm bắt cóc Doctor Manhattan, người đã từng làm việc với Hooded Justice - anh hùng đeo mặt nạ và cũng là kẻ sống sót sau vụ thảm sát Tulsa.

## Diễn viên

### Vai chính
- Regina King trong vai Angela Abar / Sister Night, một thám tử đến từ sở cảnh sát Tulsa, người vận phục trang nữ tu và đội khăn trùm đầu. Faithe Herman vào vai Angela Abar lúc nhỏ.
- Don Johnson[c] trong vai Judd Crawford, cảnh sát trưởng Tulsa và cũng là thành viên của Trung Đoàn Kỵ Binh Thứ 7.
- Tim Blake Nelson trong vai Wade Tillman / Look Glass, một thám tử của cảnh sát Tulsa mang mặt nạ phản quang. Phil Labes hóa thân phiên bản tuổi thiếu niên của Wade.
- Yahya Abdul-Mateen II trong vai Cal Abar, chồng của Angela, người được tiết lộ là một hình dạng của Jonathan Osterman / Doctor Manhattan. Darrell Snedeger vào vai hình dáng nguyên thủy ban đầu của Manhattan trong một bức chân dung tại căn hộ của Laurie Blake và Zak Rothera-Oxley đóng vai Jon Osterman lúc còn trẻ.[8]
- Andrew Howard trong vai Red Scare, một thám tử của sở cảnh sát Tulsa mặc đồ chủ yếu là màu đỏ và nói tiếng Anh bằng giọng Nga.
- Jacob Ming-Trent trong vai Panda, một thám tử của cảnh sát Tulsa đeo mặt nạ gấu trúc khổng lồ.
- Tom Mison trong vai Mr. Phillips, một loạt bản sao của Mr. Phillips nguyên bản, được tạo ra bởi Doctor Manhattan để làm người hầu cho Veidt.
  - Mison cũng vào vai Game Warden, một bản sao bí ẩn và mạnh mẽ của Mr. Phillips nguyên bản, người giữ Veidt trong hàng ngũ và phục vụ như kẻ thù không đội trời chung của anh ta.
- Sara Vickers trong vai Ms. Crookshanks, một loạt bản sao của Mrs. Crookshanks nguyên bản do Manhattan tạo ra để làm người hầu cho Veidt.
- Dylan Schombing trong vai Topher Abar,[9] con trai nuôi của cặp Angela và Cal có cha mẹ ruột - nhà Doyles, bị sát hại trong Đêm Trắng.
- Louis Gossett Jr. trong vai Will Reeves, ông nội của Angela, trước đây được gọi là Hooded Justice, anh hùng đeo mặt nạ đầu tiên trong nhóm Minutemen. Jovan Adepo vào vai Will Reeves thời trẻ.
- Jeremy Irons trong vai Adrian Veidt, một cựu doanh nhân và cũng là cảnh vệ Ozymandias, kẻ được mệnh danh là "người đàn ông thông minh nhất thế giới". Ông hiện đang sống như một lãnh chúa quý tộc của một trang viên nông thôn tại Europa.[10][11]
- Jean Smart trong vai Laurie Blake,[9] trước đây là Silk Spectre đệ nhị, sau này trở thành đặc vụ FBI và là thành viên của Lực Lượng Đặc Nhiệm Chống Cảnh Vệ.[12]
- Hồng Châu trong vai Bà Triệu, chủ sở hữu Trieu Industries - một tập đoàn mua lại doanh nghiệp Veidt sau tin ông qua đời. Cô cũng chính là con gái của Veidt nhờ phương pháp thụ tinh nhân tạo.[13] Tên được lấy cảm hứng từ một nhân vật truyền thuyết lịch sử Việt Nam - Bà Triệu.[14][15]

### Vai định kỳ
- James Wolk trong vai Joe Keene Jr., một thượng nghị sĩ và lãnh đạo phe Trung Đoàn Kỵ Binh Thứ 7 luôn muốn trở thành tổng thống. Cha của anh chịu trách nhiệm về Đạo luật Keene cấm cảnh vệ đeo mặt nạ.
- Frances Fisher trong vai Jane Crawford, vợ của Judd[16] là thành viên thuộc Trung Đoàn Kỵ Binh Thứ 7.
- Jessica Camacho trong vai Pirate Jenny, một thành viên của cảnh sát Tulsa mặc trang phục lấy cảm hứng từ cướp biển.
- Adelynn Spoon trong vai Emma Abar, con gái nuôi nhỏ của Angela và Cal.
- Lily Rose Smith trong vai Rosie Abar, con gái nuôi lớn của Angela và Cal.
- Steven Norfleet trong vai O. B. Williams, người cha quá cố của Will Reeves và là ông cố của Angela Abar.
- Alexis Louder trong vai Ruth Williams, người mẹ quá cố của Will Reeves và là bà cố của Angela Abar.
- Jolie Hoàng-Rappaport trong vai Bian, một bản sao thời trẻ y hệt Bà Triệu đã qua đời với tư cách là con gái của bà.
  - Elyse Dinh vào vai mẹ của Triệu, Bian bản gốc khi trưởng thành.

### Khách mời
- Dustin Ingram trong vai Dale Petey,[9] một đặc vụ FBI tham gia cùng Laurie điều tra vụ giết người ở Tulsa. Anh cũng là một cảnh vệ bí mật được biết đến với cái tên Lube Man.[17]
- Cheyenne Jackson vào vai Hooded Justice trong American Hero Story.
- Henry Louis Gates Jr. nhập vai chính mình, ở vị trí Bộ trưởng ngân khố.
- Jim Beaver trong vai Andy, ông nội của lũ trẻ nhà Doyle.
- Lee Tergesen trong vai Mister Shadow, một cảnh vệ bị Laurie Blake lôi kéo.
- David Andrews trong vai phó giám đốc Max Farragut, Laurie Blake và là cấp trên của Dale Petey.
- Michael Imperioli nhập vai chính mình, xuất hiện trong một quảng cáo của thành phố New York.[18]
- Chris Whitley nhập vai Captain Metropolis trong American Hero Story.
- Eileen Grubba trong vai Cynthia Bennett, vợ cũ của Wade.
- Paula Malcomson trong vai Renee, một bác sĩ X quang và cũng là thành viên của Trung Đoàn Kỵ Binh Thứ 7.
- Jake McDorman trong vai Nelson Gardner / Captain Metropolis, một trong những thành viên sáng lập nên biệt đội New Minutemen.
- Glenn Fleshler trong vai Fred, một chủ cửa hàng phân biệt chủng tộc, kẻ đã xúc phạm Will.
- Danielle Deadwyler trong vai phóng viên June, vợ Will và bà của Angela. Valeri Ross vào vai June khi về già.
- Anthony Hill trong vai Marcus Abar, cha của Angela Abar, người đã bị sát hại bởi một kẻ đánh bom liều chết.
- Devyn A. Taylor trong vai Elise Abar, mẹ của Angela Abar, người đã bị sát hại bởi một kẻ đánh bom liều chết.
- Ted Johnson trong vai Joe Keene Sr., thượng nghị sĩ đã thông qua Đạo luật Keene, cha của Joe Keene Jr. và cũng là thành viên thuộc Cyclops.

## Tập phim
| TT. | Tiêu đề                                      | Đạo diễn            | Biên kịch                           | Ngày phát hành gốc   | Mã sản xuất | Người xem tại tại Mỹ (triệu) |
| --- | -------------------------------------------- | ------------------- | ----------------------------------- | -------------------- | ----------- | ---------------------------- |
| 1   | "It's Summer and We're Running Out of Ice"   | Nicole Kassell      | Damon Lindelof                      | 20 tháng 10 năm 2019 | 101         | 0.799                        |
| 2   | "Martial Feats of Comanche Horsemanship"     | Nicole Kassell      | Damon Lindelof & Nick Cuse          | 27 tháng 10 năm 2019 | 102         | 0.765                        |
| 3   | "She Was Killed by Space Junk"               | Stephen Williams    | Damon Lindelof & Lila Byock         | 3 tháng 11 năm 2019  | 103         | 0.648                        |
| 4   | "If You Don't Like My Story, Write Your Own" | Andrij Parekh       | Damon Lindelof & Christal Henry     | 10 tháng 11 năm 2019 | 104         | 0.707                        |
| 5   | "Little Fear of Lightning"                   | Steph Green         | Damon Lindelof & Carly Wray         | 17 tháng 11 năm 2019 | 105         | 0.752                        |
| 6   | "This Extraordinary Being"                   | Stephen Williams    | Damon Lindelof & Cord Jefferson     | 24 tháng 11 năm 2019 | 106         | 0.620                        |
| 7   | "An Almost Religious Awe"                    | David Semel         | Stacy Osei-Kuffour & Claire Kiechel | 1 tháng 12 năm 2019  | 107         | 0.779                        |
| 8   | "A God Walks into Abar"                      | Nicole Kassell      | Jeff Jensen & Damon Lindelof        | 8 tháng 12 năm 2019  | 108         | 0.822                        |
| 9   | "See How They Fly"                           | Frederick E.O. Toye | Nick Cuse & Damon Lindelof          | 15 tháng 12 năm 2019 | 109         | 0.935                        |

## Sản xuất

### Phát triển
Tin đồn về khả năng chuyển thể series Watchmen xuất hiện lần đầu tiên trong tháng 10 năm 2015, thời điểm này HBO đang có cuộc thảo luận sơ bộ với Zack Snyder - đạo diễn bộ phim điện ảnh cùng tên năm 2009. Nhà đài sau đó xác nhận chính thức thông tin đang tìm cách đưa Watchmen lên màn ảnh truyền hình vào tháng 11 năm 2015.

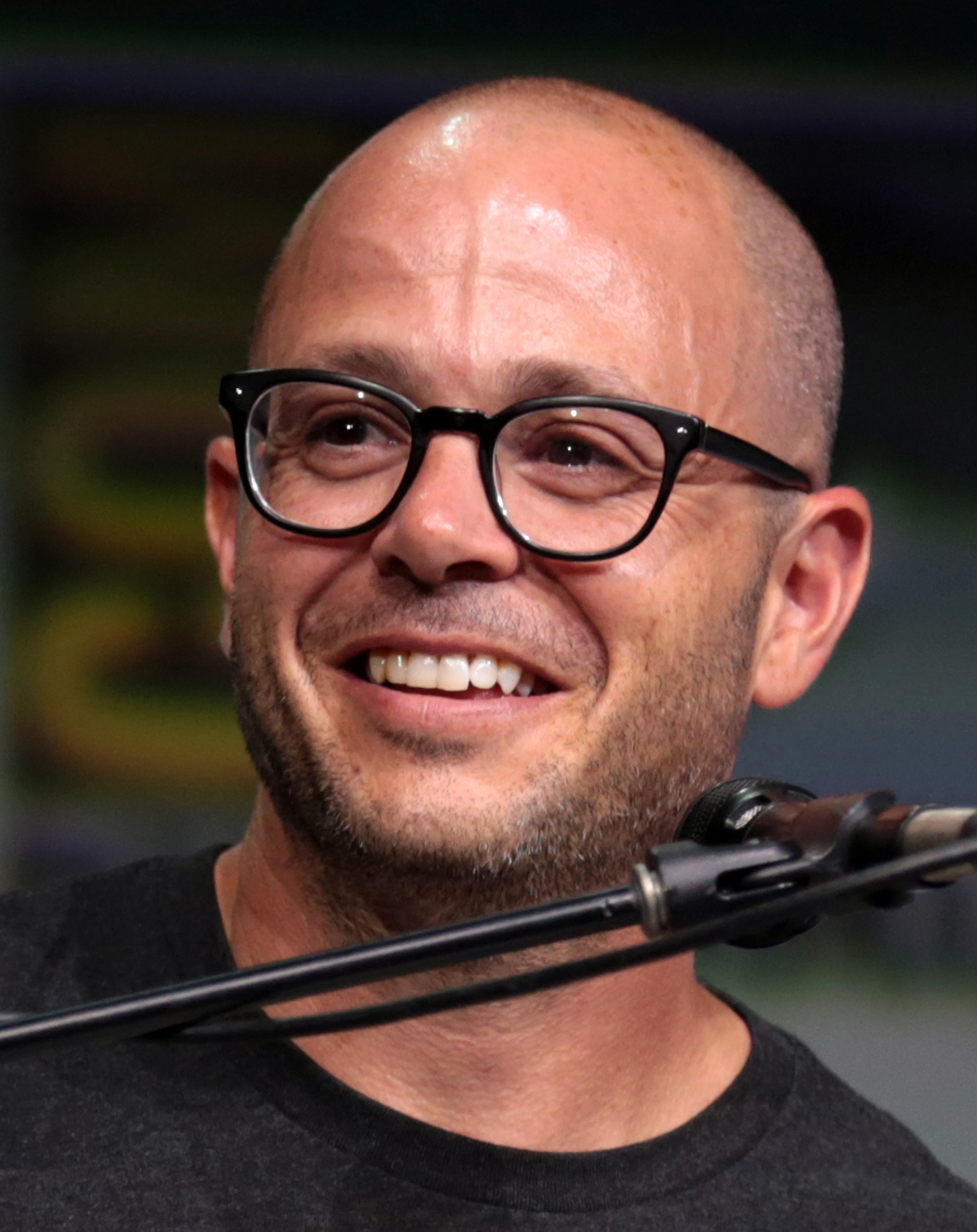
Damon Lindelof đóng vai trò là người sáng tạo và viết kịch bản cho bộ phim truyền hình.

Đến tháng 6 năm 2017, HBO bắt đầu kế hoạch đàm phán với Damon Lindelof vì lý do Snyder quyết định rút lui khỏi dự án. Dẫn lời trong một cuộc phỏng vấn, Lindelof đã quan tâm đến việc tạo nên Watchmen từ lâu kể từ khi đọc bộ truyện này lúc còn là thiếu niên. Ngoài ra trước đó nhiều bên đề nghị Lindelof viết kịch bản ít nhất hai lần ngay sau khi phiên bản điện ảnh công chiếu, tuy nhiên ông đều từ chối vì nhận thấy mình không thể tạo thêm dấu ấn nào khác cho dự án này. Thay vào đó, ông phát triển nên series The Leftovers của HBO kéo dài suốt bốn năm liền (2014-2017). Tác phẩm đã nhận được sự hoan nghênh nhiệt liệt từ giới phê bình và đem về hàng loạt đề cử giải thưởng trong lĩnh vực truyền hình. Chính thành công này khiến nhà đài tiếp tục ngỏ ý thêm một lời đề nghị sáng tạo khác, cuối cùng Lindelof đã đồng ý.
Quá trình viết kịch bản bắt đầu vào ngày 19 tháng 9 năm 2017. Sang hôm sau, HBO chính thức bật đèn xanh việc sản xuất cả cốt truyện thí điểm lẫn dự phòng bổ sung. Nicole Kassell đóng vai trò là đạo diễn và giám đốc sản xuất hỗ trợ cho Lindelof vào ngày 30 tháng 1 năm 2018. Tập phim thử nghiệm được quay vào khoảng tháng 6 năm 2018 tại một số địa điểm xung quanh vùng Atlanta, Georgia.
Hai tháng sau, HBO ra quyết định phát triển một mùa đầy đủ của Watchmen, loạt phim dự kiến sẽ lên lịch phát sóng vào năm 2019. Trong suốt khoảng thời gian giữa lúc quay phần thử nghiệm và các tập còn lại, đội ngũ sản xuất mới đã gia nhập vào dàn nhân lực, Kassell vẫn là đạo diễn tập thứ hai nhằm đảm bảo mạch hoạt động liên tục. Thời điểm ra mắt series được công bố vào ngày 3 tháng 9 năm 2019.
Những vai diễn trong phim xác định dựa trên các nhân vật do hai tác giả Dave Gibbons và Alan Moore đồng sáng tạo trong nguyên tác. Do xảy ra nhiều tranh chấp với hãng DC Comics và nhà sản xuất của các bộ phim trước, Moore đã yêu cầu tên chính chủ không được liên kết với bất kỳ dự án nào sản xuất các tác phẩm của ông nữa, bao gồm cả series Watchmen. Ngược lại, Gibbons là người đóng góp tích cực cho chương trình, ông phác thảo hình ảnh minh họa theo phong cách giống như bộ truyện gốc. Lindelof cố gắng liên hệ với Moore để xin lời chúc phước lành cho loạt phim nhưng bị từ chối. Vào năm 2022, tác giả Alan Moore cho biết Lindelof đã gửi lá thư theo nguyên văn mô tả của ông giống như một kẻ "lan man loạn thần", nội dung đề cập đến việc Lindelof tự nhận bản thân là "một trong những tên khốn đang hủy hoại Watchmen". Sau đó Moore hồi âm yêu cầu không ai được phép liên hệ nữa vì ông không hề muốn dính dáng gì đến bộ phim chuyển thể.

### Kịch bản
Lindelof nói rằng tầm nhìn của ông đối với series là trở thành "bản phối lại" của bộ truyện tranh. Mặc dù chương trình là phần tiếp theo nối đuôi sau nguyên tác, ông lại muốn kể câu chuyện của riêng mình, biến loạt phim trở thành một phần trong vũ trụ gốc mà không cần sáng tạo thêm phiên bản tái khởi động. Mấu chốt này đã thể hiện rất rõ ngay từ tập đầu tiên. Lindelof khẳng định lại thông tin này trong bức thư gửi người hâm mộ đăng lên mạng xã hội vào năm 2018.
Một trong những thách thức đầu tiên đối với Lindelof là xác định trọng tâm câu chuyện sẽ bao gồm điều gì. Ông cho rằng vào thời điểm truyện Watchmen gốc phát hành, nó phản ánh sự lo lắng của công chúng về Chiến tranh Lạnh đang diễn ra. Khi tìm kiếm nỗi lo tương tự trong thời hiện đại, Lindelof nhận định căng thẳng chủng tộc đặt ra cùng một bức tranh lớn hơn sẽ hoạt động tốt cho vũ trụ Watchmen, vì nó thể hiện cả xung đột lịch sử và hiện tại. Ông cảm thấy "không tường thuật giai thoại về sắc tộc trong bối cảnh một văn bản chính trị vào năm 2019 gần như là điều vô trách nhiệm". Mượn vấn nạn phân biệt chủng tộc làm chủ đề trung tâm, Lindelof đã tập hợp đội ngũ viết lách đa dạng có chủ đích, với một nửa số nhà văn là người da màu và nửa còn lại là phụ nữ nhằm giúp đưa ra quan điểm đúng đắn về những vấn đề này.

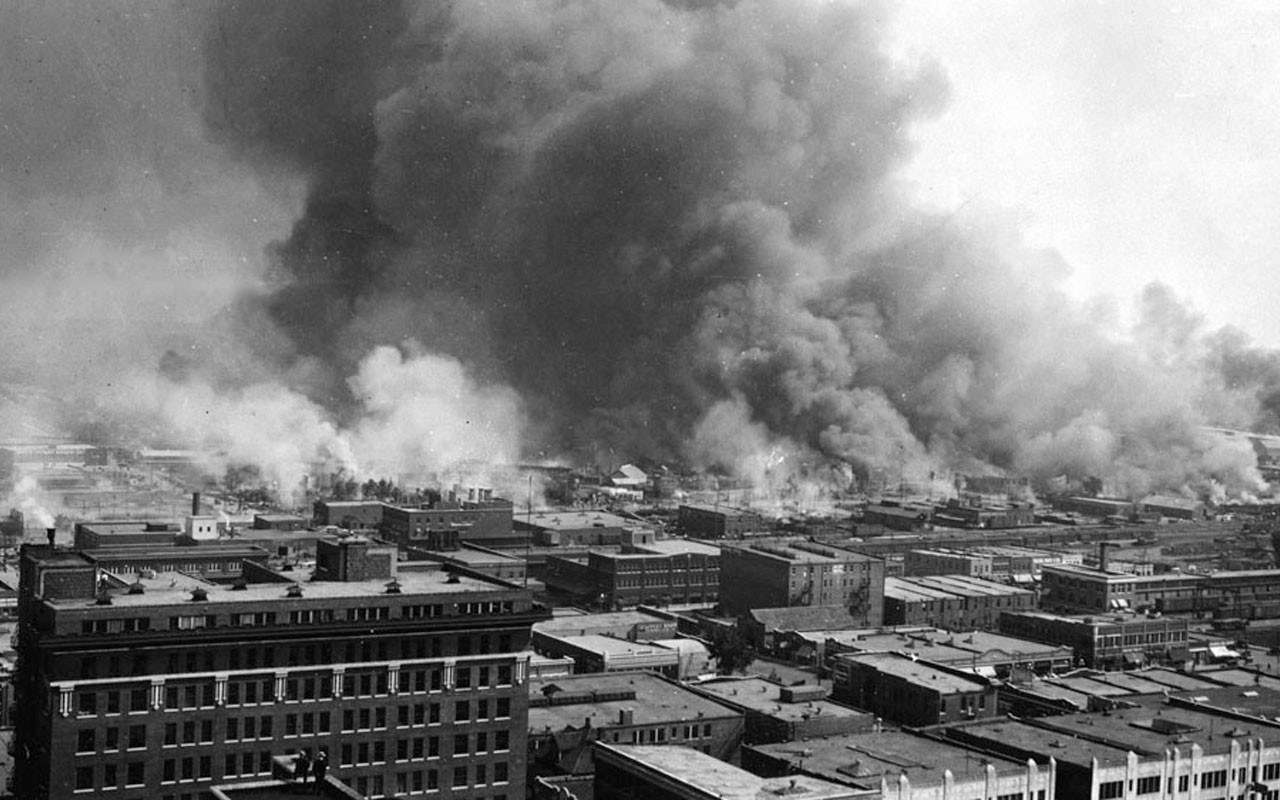
Vụ thảm sát chủng tộc Tulsa năm 1921 ở quận Greenwood đã dẫn đến cái chết của hơn 150 người da đen, là thời điểm trung tâm trong câu chuyện Watchmen.

Lindelof chọn cuộc thảm sát Tulsa năm 1921 làm tiền đề cho tập phim thử nghiệm, một sự kiện mà ông biết đến sau khi đọc bài báo trên tạp chí The Atlantic có tựa đề "The Case for Reparations" do tác giả Ta-Nehisi Coates viết vào năm 2014. Tò mò về lịch sử bi thương của người da màu và nhận thấy có rất ít thông tin về chủ đề này, Lindelof đã cố gắng tìm hiểu thêm. Nhiều khía cạnh trong cốt truyện tập trung vào di sản của tiểu thuyết đồ họa và biến cố. Đây là khoảng thời gian mà Lindelof lại được nhà đài tiếp cận để viết kịch bản cho loạt phim Watchmen, ông cảm thấy vụ thảm sát và ý nghĩa của nó đối với hiện tại của thực tế luân phiên sẽ cung cấp một nhân tố tương đương với Doomsday Clock trong bộ truyện tranh gốc, đồng thời sử dụng xung đột chủng tộc làm yếu tố trung tâm của series. Lindelof tin rằng chính điều này sẽ giúp nhiều người biết đến hơn sự kiện năm 1921 và đảm bảo phải phản ánh chính xác trên màn ảnh, bao gồm cả việc thể hiện các cuộc không kích được sử dụng để bắn phá quận Greenwood.
Nhà sáng tạo đặt Angela Abar làm nhân vật trung tâm xoay quanh mọi thứ, với việc phát hiện ra ông của cô (Will) - người da đen, là một trong những anh hùng vận phục trang đầu tiên - Hooded Justice, chỉ xuất hiện thoáng qua trong vài ba panô từ cuốn truyện gốc. Danh tính của Hooded Justice vẫn là điều bí mật trong nguyên tác, vậy nên khi Lindelof gợi ý nhân vật này là người da màu đã tạo ra thách thức lớn cho các nhà văn. Một trong những nhiệm vụ đầu tiên của đội ngũ biên kịch nằm ở việc xác định xem Will sẽ trở thành Hooded Justice như thế nào, cuối cùng hình thành nên cốt truyện hiệu quả cho tập thứ sáu "This Extraordinary Being". Để gắn kết hơn nữa với bộ truyện tranh, đội ngũ biên kịch chỉ cân nhắc sử dụng những nhân vật có sẵn sẽ phục vụ tốt nhất cho câu chuyện của Angela nhằm biến cô ấy luôn là tâm điểm của mọi thứ. Vài cá nhân tối trọng nhất chẳng hạn như Doctor Manhattan, Laurie Blake và Adrian Veidt là vô cùng cần thiết để hỗ trợ chuyến hành trình Angela khám phá ra di sản của mình. Ngoài ra, Dan Dreiberg (Nite Owl đệ nhị) cũng được cân nhắc thêm vào nhưng Lindelof lại muốn có sự cân bằng hợp lý giữa hai tuyến cá thể cũ/mới trong chương trình. Ông nhận thấy nếu Dan xuất hiện sẽ làm cho cán cân lệch quá xa so với dàn nhân vật mới, vậy nên đội ngũ sáng tạo xem số phận Dan là một phần trong tài liệu bổ sung "Peteypedia" do các tác giả của chương trình tạo ra, trong đó Dan vẫn ngồi tù sau khi anh và Laurie bị bắt do vụ công lý dân phòng trong quá khứ, và cũng vì từ chối chấp nhận lời đề nghị làm việc với FBI.
Lindelof sử dụng kinh nghiệm của mình từ các chương trình trước đây để phát thảo sơ cốt truyện trước khi viết, ông chia sẻ: "Điều tôi học được theo thời gian là cần phải biết câu trả lời cho những bí ẩn... Nếu không lĩnh hội những điều đó, bạn sẽ bị lạc lối. Mỗi khi đến một giao lộ, bạn không biết nên rẽ trái hay phải." Các nhà văn đã tạo nên một số bí ẩn quan trọng của mùa khi sáng tác cho phiên bản thí điểm, chẳng hạn như Hooded Justice là Will Reeves và Cal là Doctor Manhattan, nhưng bằng một cách nào đó để những điều này được tiết lộ cho các nhân vật trong chương trình và khán giả sau đó suốt quá trình viết. Ban đầu mười tập được lên kế hoạch cho mùa đầu tiên. Sau khi hoàn thành tập thứ sáu - "This Extraordinary Being", Lindelof bắt đầu cảm thấy câu chuyện tiến gần đến đoạn kết hơn là ở điểm giữa, và nếu họ tiếp tục thêm bốn tập nữa, một trong số chúng sẽ là ngoại truyện. Cuối cùng, nhà sáng tạo chọn kết thúc series rút gọn trong ba tập. Theo Lindelof, tình tiết bị bỏ qua có thể sẽ đề cập nhiều hơn đến quá khứ của nhân vật Bà Triệu do Hồng Châu thủ vai, mặc dù tình tiết này không bám sát vào chủ đề chính trong phim dẫu cho màn thể hiện của Châu được đánh giá cao. Thay vào đó, một số thông tin trên sẽ tiết lộ trong các cuộc trò chuyện ở tập thứ bảy: "An Almost Religious Awe".
Một chương trình nhỏ trong phim - American Hero Story, được sử dụng để kể câu chuyện về quá khứ có mục đích của Hooded Justice. Nhà văn Cord Jefferson chia sẻ American Hero Story mang ý nghĩa trái ngược với những gì họ đang tạo ra cho truyền trình thực tế, thứ thành phẩm "sến súa" đã duy trì thần thoại trong vũ trụ về việc Hooded Justice là một gã da trắng. Lindelof cho biết chương trình được thiết kế nhằm so sánh với loạt phim American Horror Story và American Crime Story của Ryan Murphy, và thậm chí đã cân nhắc mời Murphy góp vai với tư cách là nhà sản xuất của series nổi tiếng trên. Tuy nhiên cuối cùng Lindelof gạt bỏ ý định này, nhưng vẫn giữ nguyên chi tiết American Hero Story là tác phẩm của Murphy, đồng thời khắc họa chính chủ trong phim là người bí mật và kín đáo. Vài nhà phê bình truyền thông nhận định phân đoạn American Hero Story là phiên bản nhái lại bộ phim chuyển thể từ người thật đóng vào năm 2009 của Zack Snyder, tuy nhiên trong một cuộc phỏng vấn, Lindelof và Kassell đã khẳng định đây không phải là ý định của họ. Kassell nói: "Tôi hoàn toàn ngưỡng mộ [Snyder] với tư cách là nhà làm phim nên khi hay tin thứ này thậm chí có thể được sử dụng như bình luận tiêu cực, tôi cảm thấy thật tồi tệ. Điều tôi muốn thực hiện với những cảnh đó [trong American Hero Story] giống như, 'Đây là thứ chúng ta có thể làm', và cụ thể là chúng tôi không phỏng theo phiên bản đó. Tôi đang gầy dựng câu chuyện của mình theo một kiểu chủ nghĩa tự nhiên thực tế hơn nhiều."

### Tuyển vai
Vào ngày 23 tháng 5 năm 2018, giới truyền thông đưa tin Regina King, Don Johnson, Tim Blake Nelson, Louis Gossett Jr., Adelaide Clemens và Andrew Howard tham gia dàn diễn viên của tập thí điểm. Tối thiểu một trong số họ dự kiến sẽ được chọn vào vai định kỳ. Một tháng sau, Jeremy Irons, Tom Mison, Frances Fisher, Jacob Ming-Trent, Yahya Abdul-Mateen II và Sara Vickers gia nhập vào dàn nhân lực thử nghiệm đợt hai. Đến ngày 7 tháng 8 cùng năm, các trang báo mạng loan tin Dylan Schombing, Adelynn Spoon và Lily Rose Smith là những gương mặt mới sẽ hiện diện trong series. Hơn hai tháng tiếp theo, cánh báo chí tiếp tục cập nhật Jean Smart được chọn vào vai chính và James Wolk sẽ xuất hiện định kỳ. Ngoài ra, đã có thông tin xác nhận Irons đảm nhiệm vai Adrian Veidt / Ozymandias, Nelson hóa thân nhân vật mới mang biệt danh Looking Glass, cuối cùng là Vickers và Mison chính thức tuyển vào dàn nhân sự sau đợt thí điểm. Trong tháng 1 năm 2019, Hồng Châu và Dustin Ingram đã được chọn vào các vai định kỳ.
Diễn xuất của dàn diễn viên xuyên suốt đợt thử nghiệm và những phân cảnh khác đã ảnh hưởng đến các tập sau trong quá trình sáng tác loạt phim. Khi ghi hình Irons ở công đoạn thí điểm, Lindelof và nhóm của ông thấy nam minh tinh kỳ cựu đảm nhận nhân vật Veidt theo hướng hài hước, chi tiết này trong bộ truyện tranh gốc không nhắc đến. Đoàn làm phim nhận ra đây là "một cách đối xử hơi ngớ ngẩn và lố bịch của nhân vật" rất phù hợp với vai diễn của Veidt trong phim và kiên định với cá tính này khi viết các tập sau.
Vào tháng 7 năm 2019, nguồn tin từ báo mạng cho biết Robert Redford sẽ vào vai một phiên bản hư cấu trong phim, tuy nhiên không lâu sau đó nhà sáng tạo Lindelof khẳng định Redford thật sẽ không xuất hiện, việc sử dụng Redford là nhằm mục đích tôn vinh những trang kết thúc của truyện tranh gốc, trong đó có ý kiến cho rằng Redford đang định mình ở vị trí lãnh đạo, tương tự như cách cựu diễn viên Ronald Reagan trở thành tổng thống.

### Âm nhạc

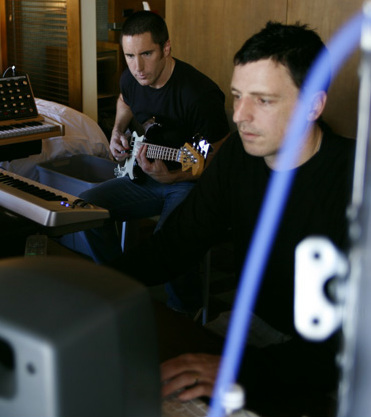
Âm nhạc bộ phim do Trent Reznor (trái) và Atticus Ross sáng tác.

Bộ đôi Trent Reznor và Atticus Ross của ban nhạc Nine Inch Nails được công bố là nhà soạn nhạc loạt phim vào ngày 20 tháng 9 năm 2018. Lindelof đã cân nhắc đến việc mời Reznor và Ross vì họ chưa từng làm việc trong lĩnh vực truyền hình. Trùng hợp thay, khi Lindelof đề xuất cặp đôi này với HBO, nhà đài cho biết cả hai đã liên hệ về việc hợp tác thực hiện âm nhạc chỉ vài ngày trước đó, vì họ là những người hâm mộ cuồng nhiệt bộ truyện Watchmen. Reznor cho biết anh và Ross cũng rất yêu thích các tác phẩm trước đây của Lindelof, vậy nên đã tìm cách cung cấp dịch vụ của mình cho chương trình. Hai vị nhạc sĩ chuẩn bị sẵn các phần cho tập thử nghiệm trước khi quay phim, đồng thời cho phép Lindelof hợp nhất âm thanh tốt hơn vào phần thí điểm. Theo Reznor, một vài sáng tác ban đầu của họ thuộc về "thứ giai điệu hung hăng, hơi nhếch nhác" của chương trình, nhưng sau đó điều chỉnh lại cho phù hợp với loạt phim khi nó thay đổi giai điệu trong suốt mùa đầu tiên.
Cặp đôi đã ra mắt ba album nhạc từ series trên cả đĩa nhựa và thông qua các dịch vụ phát trực tuyến. Cả ba tập nhạc được phát hành lần lượt vào ngày 4 tháng 11, 25 tháng 11 và 16 tháng 12 năm 2019.
Ngoài những sáng tác mới, chương trình còn dùng âm thanh bản quyền do nhà giám sát âm nhạc Liza Richardson lựa chọn. Tương tự như cách các tài liệu tham khảo về âm và lời bài hát được sử dụng trong bộ truyện tranh gốc, tên và lời ca khúc nhạc phim thường gắn liền với các yếu tố tường thuật của chương trình. Ví dụ: một số bài hát trong vở nhạc kịch Oklahoma! được dùng trong bối cảnh ở Tulsa. Tập phim thứ tám mang tên "A God Walks into Abar", ngay đoạn Doctor Manhattan da xanh được giới thiệu, phim đã sử dụng vài ca khúc có chủ đề xoay quanh màu xanh lam, chẳng hạn như "Rhapsody in Blue" và "The Blue Danube". Tập cuối cùng "See How They Fly" kết hợp nhiều cụm từ bất thường từ đĩa đơn "I Am the Walrus" của The Beatles vào những tiền tố thị giác của phim.

### Quay phim

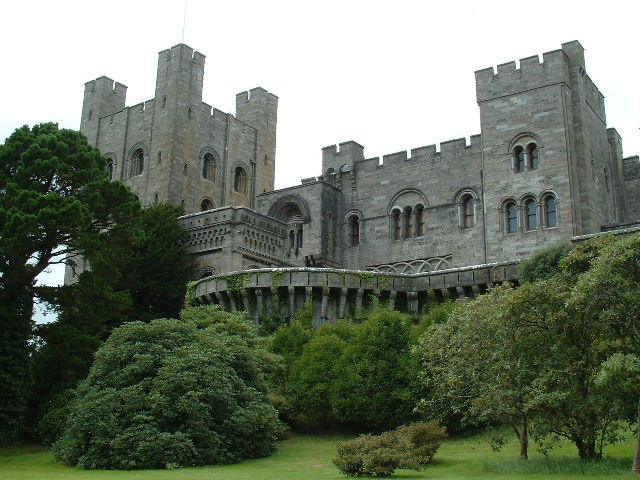
Lâu đài Penrhyn ở xứ Wales được sử dụng cho các cảnh quay của nhân vật Veidt.

Quay phim chính cho tập thí điểm bắt đầu từ ngày 30 tháng 5 năm 2018 và kéo dài đến 2 tháng 6 tại vùng Cedartown, Georgia. Quá trình này triển khai vào buổi thứ hai của lễ kỷ niệm 97 năm cuộc bạo loạn Tulsa (31/05) trong lịch trình sản xuất. Xuyên suốt tháng, việc ghi hình diễn ra liên tục ở các thành phố và thị trấn của Georgia, bao gồm Macon, Fayetteville, Newnan, Palmetto, Brooks, Griffin, Georgia và Tucker. Vào tháng 10 năm 2018, phân đoạn còn lại của mùa đầu tiên bắt đầu quay ở Georgia, vài địa điểm thu hình khác trong tháng thuộc địa phận khu vực Palmetto, Brookhaven, thành phố Peachtree, Decatur và nhà ga MARTA ở Chamblee. Một tháng sau, đoàn làm phim di chuyển đến những địa phương như Palmetto, Chamblee, McDonough và ga Hồ Tây (MARTA). Đến cuối năm, công đoạn sản xuất triển khai lần lượt tại ba địa điểm là thành phố Union, Newnan và Georgia World Congress Center. Ngoài ra, cảnh quay bên trong cũng được ghi hình ở Atlanta Metro Studios thuộc thành phố Union.
Việc quay các cảnh trang viên ở nông thôn được xem như một quá trình sản xuất riêng biệt, về bản chất tương tự như truyện tranh Tales of the Black Freighter trong đồ họa gốc của tiểu thuyết Watchmen. Quá trình ghi hình những cảnh này diễn ra vào tháng 9 năm 2018 tại Lâu đài Penrhyn ở xứ Wales. Theo nam diễn viên Tom Mison, chúng đã được hoàn thành trước khi hầu hết các kịch bản của tập phim còn lại hoàn tất. Dẫn lời từ nhà sáng tạo Lindelof, phân đoạn  vườn trại này xuất phát từ "ý tưởng là thực hiện mẩu chuyện trốn thoát với nhân vật Adrian Veidt giống như Wile E. Coyote and the Road Runner hơn là Escape from Alcatraz, cảm thấy quá hấp dẫn để không thực hiện". Cho đến tập thứ ba, HBO không xác định nhân vật của Irons là Veidt mà chỉ là "lãnh chúa của một trang viên đồng quê". Lindelof đã chọn giữ bí mật danh tính của Veidt một phần nhằm tránh việc bộ phim bị ví như phần tiếp theo của nguyên tác, cũng như để phù hợp với lối tường thuật bí ẩn mà truyện tranh sử dụng, trong đó danh tính nhân vật Rorschach không được tiết lộ cho đến giữa bộ truyện.

### Tiếp thị
Teaser đầu tiên của loạt phim mang tên "Tick Tock" được phát sóng lần đầu vào ngày 8 tháng 5 năm 2019.
Khi ra mắt từng tập, HBO phát hành song song nội dung bổ sung trên trang web đặc biệt có tựa đề "Peteypedia", đây là tập hợp các tệp chứa những nghiên cứu và bằng chứng được biên soạn bởi nhân vật đặc vụ FBI Dale Petey. Peteypedia là ý tưởng phát sinh sau khi phần lớn quá trình quay phim đã hoàn tất, văn phong tệp được kiểm tra bởi nhà văn Jeff Jensen. Nhóm biên kịch cho biết họ triển khai quá nhiều thông tin phù hợp với chương trình nên đã tranh luận về phương hướng truyền thông đến khán giả, bao gồm cả dưới dạng cảnh hậu danh đề hoặc thông qua mạng xã hội. Bên cạnh đó, HBO tiếp tục thảo luận với hai nhạc sĩ Reznor và Ross về cách phát hành album và xem xét đưa phần ghi chú vào bản đĩa than, trong đó có vài tình tiết bổ sung trong phim. Những thứ này tương tự như đoạn trích nhỏ trong bộ truyện Watchmen gốc và nó cũng chính là một phần của Peteypedia. Chẳng hạn, Peteypedia cho phép nhà sản xuất giải thích hành trình của nhân vật Laurie Blake từ lúc trở thành Silk Spectre đệ nhị cùng với Nite Owl tiêu diệt bọn tội phạm ở phần cuối bộ truyện tranh, cho đến khi trở thành đặc vụ của FBI. Chi tiết này được viết rất ngắn gọn nhưng cuối cùng không thể nhồi nhét hết lên màn ảnh vì thời lượng phát sóng có hạn. Đội ngũ sáng tạo vẫn bám sát một vài yếu tố trong nguyên tác. Đáng chú ý là cuốn tiểu thuyết kinh dị Fogdancing được sáng tác bởi Max Shea trong thế giới giả tưởng Watchmen, đây cũng chính là kẻ được Veidt thuê để nghĩ ra chiến lược tấn công trái đất của loài mực ngoài hành tinh vào năm 1985. Nhà giám sát Jensen cho biết trong phần ghi chú bổ sung của truyện đồ họa, Fogdancing đã được dựng thành phim ít nhất hai lần, vậy nên các nhà biên kịch xem tác phẩm hư cấu này là yếu tố quan trọng đối với các nhân vật trong phiên bản phim truyền hình, cũng cho cuốn sách xuất hiện tương tự hai lần xuyên suốt chương trình. Jensen đã tạo ra một bản tóm tắt toàn bộ cốt truyện của Fogdancing dựa trên vài manh mối tối thiểu từ truyện tranh, nội dung tác phẩm nói về siêu chiến binh gắn liền với ý tưởng về văn hóa siêu anh hùng Watchmen.

### Hậu phim
Trong khi HBO vẫn chưa xác nhận mùa hai sau khi chương trình được phát sóng, Lindelof đã tuyên bố dẫu dự án có triển khai đi chăng nữa, ông có thể không quay lại mà thay vào đó sẽ nhờ nhà sản xuất khác tường thuật một sự kiện riêng biệt lấy bối cảnh từ nguyên tác. Lindelof cho biết ông cảm thấy bộ phim "không phải là câu chuyện của tôi... Chín tập phim là tất cả những gì tôi phải nói vào thời điểm này về Watchmen". Lindelof đã tạo ra mùa đầu tiên là một cốt chuyện hoàn chỉnh, tương tự với mỗi mùa của loạt phim Fargo và True Detective đều thể hiện độc lập. Sau khi phát sóng tập cuối của phần một, Lindelof vẫn khẳng định nội dung tường thuật trong suốt mùa là tất cả những gì ông có thể đưa ra về Watchmen, với phần mở đầu, giữa và cuối rõ ràng. Tuy nhiên, ông đồng ý cùng HBO ở chi tiết Watchmen nên được định danh là một loạt phim tiếp diễn và không loại trừ khả năng quay lại, nhưng muốn có thời gian để phát triển một câu chuyện hoàn chỉnh tương tự trước khi tiến hành dự án mới.
Đến tháng 1 năm 2020, Lindelof phản hồi cánh báo chí sẽ không gia nhập dự án sáng tạo mùa hai, đồng thời chúc phúc cho bất kỳ cá nhân nào theo bước chân ông với tư cách là nhà sản xuất phim chính. Giám đốc lập trình của HBO - Casey Bloys, nhận định về phần hai: "Thật khó để tưởng tượng việc làm điều này mà không có Damon tham gia theo một cách nào đó", trong khi không hoàn toàn bác bỏ tiềm năng thực hiện phần tiếp theo. Chính vì lý do này mà nhà đài HBO đã phân loại lại Watchmen thành loạt phim giới hạn vào tháng 2 năm 2020, với cơ hội có các phần bổ sung trong tương lai.

## Phát hành
Bộ phim trình chiếu lần đầu trên đài HBO từ ngày 20 tháng 10 đến 15 tháng 12 năm 2019. Tại New Zealand, Watchmen được phân phối độc quyền trên nền tảng Neon, nằm trong loạt phim truyền hình thuê bao của công ty phát thanh Sky Television. Ở Úc, series phát hành bởi dịch vụ trực tuyến Foxtel.
Tác phẩm ra mắt trên truyền thông kỹ thuật số qua hình thức đặt mua hoặc phát trực tuyến trong tháng 12 năm 2019. Warner Bros. Home Entertainment phát hành dự án trên đĩa Blu-ray với tựa đề Watchmen: An HBO Limited Series vào ngày 2 tháng 6 năm 2020.
Xuyên suốt hai tháng 5 và 6 năm 2020, hàng loạt cuộc biểu tình George Floyd nổ ra trên khắp nước Mỹ khi cộng đồng người da màu và hàng ngàn cá nhân thuộc sắc tộc khác phản đối tình trạng bạo lực của cảnh sát, một số khán giả đã xem Watchmen như "văn bản tiên đoán thời điểm hiện tại". Sau đó, HBO quyết định phát trực tuyến miễn phí loạt phim từ trang web của đài và các dịch vụ theo yêu cầu khác vào cuối tuần ngày 19 tháng 6 năm 2020. Theo quan sát của Juneteenth, hội xác định chương trình "đã nêu bật trải nghiệm, giọng nói và lối kể chuyện của người da màu", đây là "loạt phim hợp thời, chua xót khai phá di sản chủ nghĩa phân biệt chủng tộc có hệ thống ở Hoa Kỳ".

## Đón nhận

### Đánh giá
Watchmen đã nhận được sự tán dương rộng rãi từ giới phê bình. Trên hệ thống tổng hợp kết quả đánh giá Rotten Tomatoes, bộ phim sở hữu 96% "chứng nhận tươi" dựa trên 398 bài bình luận, với số điểm trung bình là 8.6/10. Nhìn chung loạt bài góp ý đều đồng thuận ở nội dung: "Táo bạo và sôi nổi, Watchmen không phải lúc nào cũng dễ xem, nhưng bằng cách thêm từng lớp bối cảnh văn hóa mới và hàng loạt các nhân vật phức tạp, tác phẩm đã xây dựng một cách chuyên nghiệp dựa trên nguồn tài nguyên sẵn có để hình thành nên bản sắc ấn tượng của riêng mình." Trên Metacritic, Watchmen nhận về điểm bình quân gia quyền là 85/100 dựa trên đánh giá của 35 nhà phê bình, cho thấy "sự hoan nghênh nhiệt liệt".

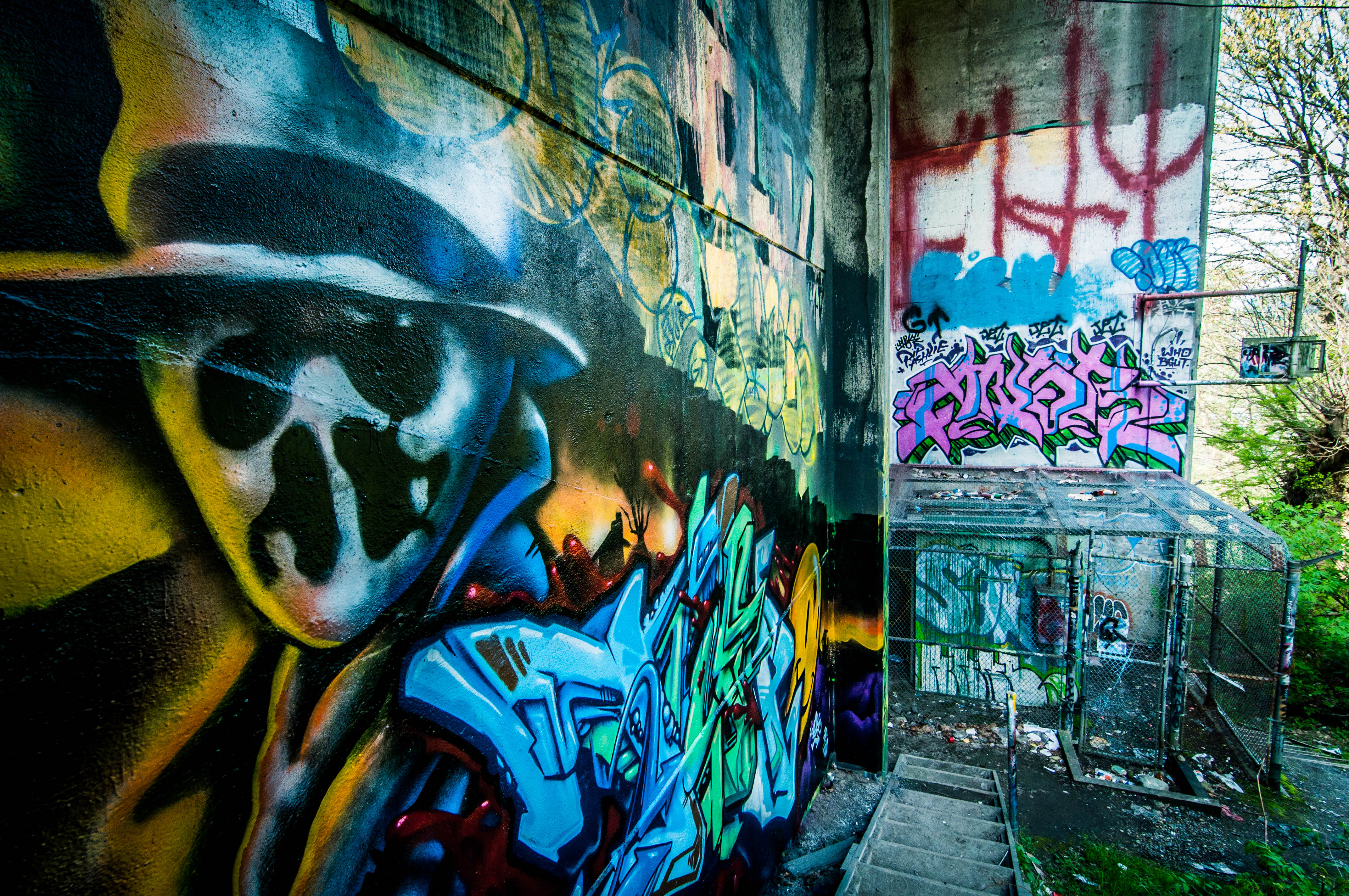
Rorschach qua nghệ thuật phun sơn, nhân vật khiến series bị quăng bom đánh giá bởi những kẻ thích troll.

Điểm khán giả của Rotten Tomatoes thấp hơn so với sự đồng thuận của các nhà phê bình, một số hãng đưa tin điều này là do bom đánh giá (review bomb). Nhà văn Matt Miller đến từ tạp chí Esquire cáo buộc "những kẻ chơi khăm cực hữu" đã làm giảm điểm số người xem một cách giả tạo. Các phương tiện truyền thông đồng loạt đưa tin khiếu nại từ những người theo dõi loạt phim là do Rorschach - nhân vật yêu thích của người hâm mộ bị lôi ra sử dụng bởi Trung Đoàn Kỵ Binh Thứ 7 - tổ chức theo chủ nghĩa tối cao của người da trắng. Một mặt, nhiều fan đồng ý với việc sử dụng hình ảnh Rorschach trong loạt phim truyền hình, họ trích dẫn mục đích của tác giả Alan Moore trong nguyên tác nhằm bình luận về chủ nghĩa phát xít ở thể loại siêu anh hùng. Mặt khác, nhiều fan lại cho rằng bộ phim không phản ánh đúng sự phức tạp trong tính cách của Rorschach. Đáp lại, nhà sáng tạo Damon Lindelof tuyên bố chương trình không nhằm miêu tả Walter Kovacs - Rorschach đệ nhất, là kẻ phân biệt chủng tộc. Tại hội chợ truyện tranh New York, ông cho biết thực chất nhật ký của Rorschach đã bị nhật báo New Frontiersman hiểu sai dẫn đến hậu quả hình ảnh gã này sau đó bị chiếm đoạt bởi Trung Đoàn Kỵ Binh Thứ 7. "Anh ấy đã qua đời hơn 30 năm rồi" - Lindelof giải thích: "Kovacs không cần phải nói, 'Bạn hiểu lầm tôi rồi. Không, tôi không phải là kẻ theo chủ nghĩa tối thượng da trắng.' Chính họ đã quyết định anh ta là ai."
Patrick Wilson, nam diễn viên nhập vai Dan Dreiberg / Nite Owl trong phiên bản chuyển thể điện ảnh năm 2009 đã khen ngợi bộ phim. Wilson cho biết ban đầu anh tò mò vì quen thuộc với cốt truyện nhưng sau đó đã bị dàn diễn viên cuốn hút và dần dần yêu thích series.
| Watchmen (2019): Tỷ lệ phần trăm đánh giá tích cực của các nhà phê bình trên website Rotten Tomatoes |                                                               |
| | Biểu đồ hiện đang tạm thời không khả dụng do vấn đề kĩ thuật. |

### Rating
| No. | Tiêu đề                                      | Ngày phát sóng    | Rating (18–49) | Người xem (triệu) | DVR (18–49) | Người xem DVR (triệu) | Tổng (18–49) | Tổng người xem (triệu) |
| --- | -------------------------------------------- | ----------------- | -------------- | ----------------- | ----------- | --------------------- | ------------ | ---------------------- |
| 1   | "It's Summer and We're Running Out of Ice"   | 20 tháng 10, 2019 | 0.25           | 0.799             | 0.14        | 0.403                 | 0.39         | 1.202                  |
| 2   | "Martial Feats of Comanche Horsemanship"     | 27 tháng 10, 2019 | 0.25           | 0.765             | 0.18        | 0.513                 | 0.43         | 1.278                  |
| 3   | "She Was Killed by Space Junk"               | 3 tháng 11, 2019  | 0.19           | 0.648             | 0.22        | 0.563                 | 0.41         | 1.211                  |
| 4   | "If You Don't Like My Story, Write Your Own" | 10 tháng 11, 2019 | 0.22           | 0.707             | 0.20        | 0.524                 | 0.42         | 1.231                  |
| 5   | "Little Fear of Lightning"                   | 17 tháng 11, 2019 | 0.26           | 0.752             | 0.20        | 0.593                 | 0.46         | 1.345                  |
| 6   | "This Extraordinary Being"                   | 24 tháng 11, 2019 | 0.21           | 0.620             | 0.17        | 0.528                 | 0.38         | 1.148                  |
| 7   | "An Almost Religious Awe"                    | 1 tháng 12, 2019  | 0.25           | 0.779             | 0.17        | 0.509                 | 0.42         | 1.288                  |
| 8   | "A God Walks into Abar"                      | 8 tháng 12, 2019  | 0.28           | 0.822             | 0.19        | 0.527                 | 0.47         | 1.349                  |
| 9   | "See How They Fly"                           | 15 tháng 12, 2019 | 0.33           | 0.935             | 0.17        | 0.575                 | 0.50         | 1.510                  |

### Lượt xem
Theo HBO, tập một của Watchmen đã có hơn 1.5 triệu người xem trong đêm đầu tiên trên các dịch vụ truyền hình và phát trực tuyến, thành tích ra mắt mạnh nhất của nhà mạng này. Buổi phát sóng đầu trình chiếu vào lúc 9 giờ tối EDT, sở hữu 800.000 người xem, trở thành tập khởi điểm được theo dõi nhiều nhất đối với bất kỳ chương trình truyền hình cáp cao cấp nào trong năm 2019. Dẫu cho tập tiếp theo tuột xuống còn khoảng 1.3 triệu người trong đêm đầu, với 765.000 lượt xem tập phát sóng, đây vẫn được nhìn nhận là thành tích tốt khi loạt phim chiếu cùng thời điểm với Game 5 của giải Vô địch Bóng chày Thế giới 2019.
Kể từ tập chín, HBO báo cáo có 7 triệu người xem cho đến nay, trở thành series mới được dõi theo nhiều nhất của nhà đài, phá vỡ kỷ lục trước đó đến từ loạt phim Big Little Lies. HBO ước tính lượng xem buổi công chiếu vào tối chủ nhật chỉ chiếm khoảng 10% tổng lượng truy cập cho một tập, nhờ hiệu ứng truyền miệng đã thu hút nhiều đối tượng hơn đến với tác phẩm, tập đầu đạt tổng cộng 9.6 triệu lượt theo dõi tính đến ngày 4 tháng 12 năm 2019.

### Giải thưởng
Trong số hàng loạt những thành tựu nhận được, Watchmen dẫn đầu tổng số đề cử giải Emmy giờ vàng và Nghệ thuật Sáng tạo cho mùa phim truyền hình 2019–20 với 26 đề cử và càn quét hết 11 tượng nữ thần, bao gồm Phim truyền hình giới hạn xuất sắc, Nữ diễn viên chính xuất sắc trong series giới hạn hoặc phim (dành cho Regina King), Nam diễn viên phụ xuất sắc trong series giới hạn hoặc phim (dành cho Yahya Abdul-Mateen II) và Kịch bản xuất sắc cho series giới hạn, phim hoặc kịch tính đặc biệt (dành cho Damon Lindelof và Cord Jefferson).
| Năm  | Giải thưởng                                 | Hạng mục                                                                                              | Người nhận | Kết quả   | Ref.                            |
| ---- | ------------------------------------------- | --- | --- | --------- | ------------------------------- |
| 2019 | Giải viện phim Mỹ                           | Chương trình truyền hình của năm                                                                      | Watchmen | Đoạt giải | [ 119 ]                         |
| 2019 | Giải Clio                                   | Truyền hình/Phát trực tuyến: Teaser                                                                   | "Tick Tock" | Đoạt giải | [ 120 ]                         |
| 2019 | Giải hiệp hội nhà thiết kế trang phục       | Truyền hình khoa học viễn tưởng/giả tưởng xuất sắc                                                    | Sharen Davis (tập phim "It's Summer and We're Running Out of Ice") | Đề cử     | [ 121 ]                         |
| 2019 | Giải lựa chọn của giới phê bình truyền hình | Nữ diễn viên xuất sắc nhất trong series chính kịch                                                    | Regina King | Đoạt giải | [ 122 ]                         |
| 2019 | Giải lựa chọn của giới phê bình truyền hình | Phim chính kịch hay nhất                                                                              | Watchmen | Đề cử     | [ 122 ]                         |
| 2019 | Giải lựa chọn của giới phê bình truyền hình | Nam diễn viên phụ xuất sắc nhất trong series chính kịch                                               | Tim Blake Nelson | Đề cử     | [ 122 ]                         |
| 2019 | Giải lựa chọn của giới phê bình truyền hình | Nữ diễn viên phụ xuất sắc nhất trong series chính kịch                                                | Jean Smart | Đoạt giải | [ 122 ]                         |
| 2019 | Giải hiệp hội đạo diễn Hoa Kỳ               | Đạo diễn xuất sắc – Phim chính kịch                                                                   | Nicole Kassell (tập phim "It's Summer and We're Running Out of Ice") | Đoạt giải | [ 123 ]                         |
| 2019 | Giải hiệp hội đạo diễn Hoa Kỳ               | Đạo diễn xuất sắc – Phim chính kịch                                                                   | Stephen Williams (tập phim "This Extraordinary Being") | Đề cử     | [ 123 ]                         |
| 2019 | Giải biên tập âm thanh hình ảnh chuyển động | Thành tựu biên tập âm thanh – hiệu ứng âm thanh và Foley cho phương tiện phát sóng dạng dài nhiều tập | Brad North, Harry Cohen, Jordan Wilby, Zane D. Bruce, Lindsay Pepper, Antony Zeller và AJ Shapiro (tập phim "This Extraordinary Being")                                                    | Đề cử     | [ 124 ]                         |
| 2019 | Giải hình ảnh NAACP                         | Nữ diễn viên chính xuất sắc trong series chính kịch                                                   | Regina King | Đề cử     | [ 125 ]                         |
| 2019 | Giải hình ảnh NAACP                         | Phim chính kịch xuất sắc                                                                              | Watchmen | Đề cử     | [ 125 ]                         |
| 2019 | Giải hình ảnh NAACP                         | Sáng tác xuất sắc trong series chính kịch                                                             | Damon Lindelof và Cord Jefferson (tập phim "This Extraordinary Being") | Đề cử     | [ 125 ]                         |
| 2019 | Giải hiệp hội nhà sản xuất Hoa Kỳ           | Nhà sản xuất xuất sắc của truyền hình nhiều tập – Chính kịch                                          | Damon Lindelof, Tom Spezialy, Nicole Kassell, Stephen Williams, Joseph E. Iberti, Ron Schmidt, Lila Byock, Nick Cuse, Christal Henry, Karen Wacker, John Blair và Carly Wray               | Đề cử     | [ 126 ]                         |
| 2019 | Giải vệ tinh                                | Series truyền hình hay nhất – Dòng phim                                                               | Watchmen | Đề cử     | [ 127 ]                         |
| 2019 | Giải vệ tinh                                | Nữ diễn viên chính xuất sắc nhất – Series truyền hình chính kịch                                      | Regina King | Đề cử     | [ 127 ]                         |
| 2019 | Giải hiệp hội diễn viên màn ảnh             | Màn trình diễn xuất sắc của nhóm diễn viên đóng thế trong phim truyền hình                            | Watchmen | Đề cử     | [ 128 ]                         |
| 2019 | Giải hiệp hội các nhà soạn nhạc & viết lời  | Âm nhạc gốc xuất sắc cho sản xuất truyền hình hoặc phát trực tuyến                                    | Trent Reznor & Atticus Ross | Đề cử     | [ 129 ]                         |
| 2019 | Giải hiệp hội hiệu ứng hình ảnh             | Sáng tác xuất sắc trong một tập phim                                                                  | Nathaniel Larouche, Iyi Tubi, Perunika Yorgova và Mitchell Beaton (tập phim "Pilot; Looking Glass")                                                                                        | Đề cử     | [ 130 ]                         |
| 2019 | Giải hiệp hội nhà văn Hoa Kỳ                | Phim truyền hình chính kịch                                                                           | Lila Byock, Nick Cuse, Christal Henry, Branden Jacobs-Jenkins, Cord Jefferson, Jeff Jensen, Claire Kiechel, Damon Lindelof, Janine Nabers, Stacy Osei-Kuffour, Tom Spezialy and Carly Wray | Đề cử     | [ 131 ]                         |
| 2019 | Giải hiệp hội nhà văn Hoa Kỳ                | Phim truyền hình mới                                                                                  | Lila Byock, Nick Cuse, Christal Henry, Branden Jacobs-Jenkins, Cord Jefferson, Jeff Jensen, Claire Kiechel, Damon Lindelof, Janine Nabers, Stacy Osei-Kuffour, Tom Spezialy and Carly Wray | Đoạt giải | [ 131 ]                         |
| 2020 | Giải truyền hình Black Reel                 | Nữ diễn viên chính xuất sắc, Phim truyền hình/Series giới hạn                                         | Regina King | Đoạt giải | [ 132 ]                         |
| 2020 | Giải truyền hình Black Reel                 | Đạo diễn xuất sắc, Phim truyền hình/Series giới hạn                                                   | Stephen Williams (tập phim "She Was Killed by Space Junk") | Đề cử     | [ 132 ]                         |
| 2020 | Giải truyền hình Black Reel                 | Đạo diễn xuất sắc, Phim truyền hình/Series giới hạn                                                   | Stephen Williams (tập phim "This Extraordinary Being") | Đoạt giải | [ 132 ]                         |
| 2020 | Giải truyền hình Black Reel                 | Âm nhạc xuất sắc (Hài kịch, Chính kịch, Phim truyền hình hoặc Series giới hạn)                        | Liza Richardson (giám sát âm nhạc) | Đề cử     | [ 132 ]                         |
| 2020 | Giải truyền hình Black Reel                 | Nam diễn viên phụ xuất sắc, phim truyền hình/Series giới hạn                                          | Yahya Abdul-Mateen II | Đoạt giải | [ 132 ]                         |
| 2020 | Giải truyền hình Black Reel                 | Nam diễn viên phụ xuất sắc, phim truyền hình/Series giới hạn                                          | Jovan Adepo | Đề cử     | [ 132 ]                         |
| 2020 | Giải truyền hình Black Reel                 | Nam diễn viên phụ xuất sắc, phim truyền hình/Series giới hạn                                          | Louis Gossett Jr. | Đề cử     | [ 132 ]                         |
| 2020 | Giải truyền hình Black Reel                 | Phim truyền hình xuất sắc hoặc series giới hạn                                                        | Watchmen | Đoạt giải | [ 132 ]                         |
| 2020 | Giải truyền hình Black Reel                 | Kịch bản xuất sắc, Phim truyền hình/Sê-ri giới hạn                                                    | Damon Lindelof and Christal Henry (tập phim "If You Don't Like My Story, Write Your Own")                                                                                                  | Đoạt giải | [ 132 ]                         |
| 2020 | Giải truyền hình Black Reel                 | Kịch bản xuất sắc, Phim truyền hình/Sê-ri giới hạn                                                    | Damon Lindelof và Cord Jefferson (tập phim "This Extraordinary Being") | Đề cử     | [ 132 ]                         |
| 2020 | Giải truyền thông GLAAD                     | Tập phim riêng biệt xuất sắc                                                                          | "This Extraordinary Being" | Đề cử     | [ 133 ]                         |
| 2020 | Giải Harvey                                 | Chuyển thể xuất sắc nhất từ truyện tranh/tiểu thuyết đồ họa                                           | Watchmen | Đoạt giải | [ 134 ]                         |
| 2020 | Giải Hugo                                   | Trình diễn kịch tính xuất sắc nhất, dạng ngắn                                                         | "A God Walks into Abar" | Đề cử     | [ 135 ]                         |
| 2020 | Giải Hugo                                   | Trình diễn kịch tính xuất sắc nhất, dạng ngắn                                                         | "This Extraordinary Being" | Đề cử     | [ 135 ]                         |
| 2020 | Giải Nebula                                 | Trình diễn kịch tính xuất sắc nhất                                                                    | "A God Walks into Abar" | Đề cử     | [ 136 ]                         |
| 2020 | Giải Peabody                                | Vinh danh giải trí                                                                                    | Watchmen | Đoạt giải | [ 137 ]                         |
| 2020 | Giải Emmy Giờ Vàng                          | Đạo diễn xuất sắc cho series giới hạn, phim điện ảnh hoặc chính kịch đặc biệt                         | Steph Green (tập phim "Little Fear of Lightning") | Đề cử     | [ 138 ] [ 139 ] [ 140 ] [ 141 ] |
| 2020 | Giải Emmy Giờ Vàng                          | Đạo diễn xuất sắc cho series giới hạn, phim điện ảnh hoặc chính kịch đặc biệt                         | Nicole Kassell (tập phim "It's Summer and We're Running Out of Ice") | Đề cử     | [ 138 ] [ 139 ] [ 140 ] [ 141 ] |
| 2020 | Giải Emmy Giờ Vàng                          | Đạo diễn xuất sắc cho series giới hạn, phim điện ảnh hoặc chính kịch đặc biệt                         | Stephen Williams (tập phim "This Extraordinary Being") | Đề cử     | [ 138 ] [ 139 ] [ 140 ] [ 141 ] |
| 2020 | Giải Emmy Giờ Vàng                          | Nam diễn viên chính xuất sắc trong series giới hạn hoặc điện ảnh                                      | Jeremy Irons | Đề cử     | [ 138 ] [ 139 ] [ 140 ] [ 141 ] |
| 2020 | Giải Emmy Giờ Vàng                          | Nữ diễn viên chính xuất sắc trong series giới hạn hoặc điện ảnh                                       | Regina King | Đoạt giải | [ 138 ] [ 139 ] [ 140 ] [ 141 ] |
| 2020 | Giải Emmy Giờ Vàng                          | Series giới hạn xuất sắc                                                                              | Damon Lindelof, Tom Spezialy, Nicole Kassell, Stephen Williams, Joseph E. Iberti, Ron Schmidt, Carly Wray, Lila Byock, Nick Cuse, Christal Henry, Karen Wacker và John Blair               | Đoạt giải | [ 138 ] [ 139 ] [ 140 ] [ 141 ] |
| 2020 | Giải Emmy Giờ Vàng                          | Nam diễn viên phụ xuất sắc trong series giới hạn hoặc điện ảnh                                        | Yahya Abdul-Mateen II (tập phim "A God Walks Into Abar") | Đoạt giải | [ 138 ] [ 139 ] [ 140 ] [ 141 ] |
| 2020 | Giải Emmy Giờ Vàng                          | Nam diễn viên phụ xuất sắc trong series giới hạn hoặc điện ảnh                                        | Jovan Adepo (tập phim "This Extraordinary Being") | Đề cử     | [ 138 ] [ 139 ] [ 140 ] [ 141 ] |
| 2020 | Giải Emmy Giờ Vàng                          | Nam diễn viên phụ xuất sắc trong series giới hạn hoặc điện ảnh                                        | Louis Gossett Jr. (tập phim "See How They Fly") | Đề cử     | [ 138 ] [ 139 ] [ 140 ] [ 141 ] |
| 2020 | Giải Emmy Giờ Vàng                          | Nữ diễn viên phụ xuất sắc trong series giới hạn hoặc điện ảnh                                         | Jean Smart (tập phim "She Was Killed by Space Junk") | Đề cử     | [ 138 ] [ 139 ] [ 140 ] [ 141 ] |
| 2020 | Giải Emmy Giờ Vàng                          | Sáng tác xuất sắc cho series giới hạn, điện ảnh hoặc chính kịch đặc biệt                              | Damon Lindelof và Cord Jefferson (tập phim "This Extraordinary Being") | Đoạt giải | [ 138 ] [ 139 ] [ 140 ] [ 141 ] |
| 2020 | Giải Emmy Nghệ Thuật Sáng Tạo Giờ Vàng      | Dàn diễn viên xuất sắc cho series giới hạn, điện ảnh hoặc đặc biệt                                    | Victoria Thomas và Meagan Lewis | Đoạt giải | [ 138 ] [ 139 ] [ 140 ] [ 141 ] |
| 2020 | Giải Emmy Nghệ Thuật Sáng Tạo Giờ Vàng      | Quay phim xuất sắc cho series giới hạn hoặc điện ảnh                                                  | Xavier Grobet (tập phim "Little Fear of Lightning") | Đề cử     | [ 138 ] [ 139 ] [ 140 ] [ 141 ] |
| 2020 | Giải Emmy Nghệ Thuật Sáng Tạo Giờ Vàng      | Quay phim xuất sắc cho series giới hạn hoặc điện ảnh                                                  | Gregory Middleton (tập phim "This Extraordinary Being") | Đoạt giải | [ 138 ] [ 139 ] [ 140 ] [ 141 ] |
| 2020 | Giải Emmy Nghệ Thuật Sáng Tạo Giờ Vàng      | Trang phục giả tưởng/khoa học viễn tưởng xuất sắc                                                     | Sharen Davis và Valerie Zielonka (tập phim "It's Summer and We're Running Out of Ice") | Đoạt giải | [ 138 ] [ 139 ] [ 140 ] [ 141 ] |
| 2020 | Giải Emmy Nghệ Thuật Sáng Tạo Giờ Vàng      | Thiết kế tiêu đề chính xuất sắc                                                                       | Paul Mitchell, Olga Midlenko, Maciek Sokalski, Gabe Perez và Benjamin Woodlock | Đề cử     | [ 138 ] [ 139 ] [ 140 ] [ 141 ] |
| 2020 | Giải Emmy Nghệ Thuật Sáng Tạo Giờ Vàng      | Sáng tác âm nhạc xuất sắc cho series giới hạn, điện ảnh hoặc đặc biệt                                 | Trent Reznor và Atticus Ross (tập phim "It's Summer and We're Running Out of Ice") | Đoạt giải | [ 138 ] [ 139 ] [ 140 ] [ 141 ] |
| 2020 | Giải Emmy Nghệ Thuật Sáng Tạo Giờ Vàng      | Giám sát âm nhạc xuất sắc                                                                             | Liza Richardson | Đề cử     | [ 138 ] [ 139 ] [ 140 ] [ 141 ] |
| 2020 | Giải Emmy Nghệ Thuật Sáng Tạo Giờ Vàng      | Âm nhạc gốc và lời bài hát xuất sắc                                                                   | "The Way It Used to Be" – Trent Reznor và Atticus Ross (tập phim "This Extraordinary Being")                                                                                               | Đề cử     | [ 138 ] [ 139 ] [ 140 ] [ 141 ] |
| 2020 | Giải Emmy Nghệ Thuật Sáng Tạo Giờ Vàng      | Thiết kế sản xuất xuất sắc cho giai đoạn tường thuật hoặc chương trình giả tưởng (Một giờ trở lên)    | Kristian Milsted, Jay Pelissier và Edward McLoughlin (tập phim "An Almost Religious Awe")                                                                                                  | Đề cử     | [ 138 ] [ 139 ] [ 140 ] [ 141 ] |
| 2020 | Giải Emmy Nghệ Thuật Sáng Tạo Giờ Vàng      | Biên tập hình ảnh camera đơn xuất sắc cho series giới hạn hoặc điện ảnh                               | David Eisenberg (tập phim "It's Summer and We're Running Out of Ice") | Đề cử     | [ 138 ] [ 139 ] [ 140 ] [ 141 ] |
| 2020 | Giải Emmy Nghệ Thuật Sáng Tạo Giờ Vàng      | Biên tập hình ảnh camera đơn xuất sắc cho series giới hạn hoặc điện ảnh                               | Anna Hauger (tập phim "This Extraordinary Being") | Đề cử     | [ 138 ] [ 139 ] [ 140 ] [ 141 ] |
| 2020 | Giải Emmy Nghệ Thuật Sáng Tạo Giờ Vàng      | Biên tập hình ảnh camera đơn xuất sắc cho series giới hạn hoặc điện ảnh                               | Henk Van Eeghen (tập phim "A God Walks Into Abar") | Đoạt giải | [ 138 ] [ 139 ] [ 140 ] [ 141 ] |
| 2020 | Giải Emmy Nghệ Thuật Sáng Tạo Giờ Vàng      | Biên tập âm thanh xuất sắc cho series giới hạn, điện ảnh hoặc đặc biệt                                | Brad North, Harry Cohen, Jordan Wilby, Tiffany S. Griffith, Antony Zeller, A.J. Shapiro, Sally Boldt, Zane Bruce và Lindsay Pepper (tập phim "This Extraordinary Being")                   | Đoạt giải | [ 138 ] [ 139 ] [ 140 ] [ 141 ] |
| 2020 | Giải Emmy Nghệ Thuật Sáng Tạo Giờ Vàng      | Hòa âm xuất sắc cho series giới hạn hoặc điện ảnh                                                     | Douglas Axtell, Joe DeAngelis và Chris Carpenter (tập phim "This Extraordinary Being") | Đoạt giải | [ 138 ] [ 139 ] [ 140 ] [ 141 ] |
| 2020 | Giải Emmy Nghệ Thuật Sáng Tạo Giờ Vàng      | Hiệu ứng hình ảnh đặc biệt xuất sắc                                                                   | Erik Henry, Matt Robken, Ashley J. Ward, David Fletcher, Mathieu Raynault, Bobo Skipper, Ahmed Gharraph, Emanuel Fuchs và Francois Lambert (tập phim "See How They Fly")                   | Đề cử     | [ 138 ] [ 139 ] [ 140 ] [ 141 ] |
| 2020 | Giải TCA                                    | Thành tựu cá nhân trong phim truyền hình                                                              | Regina King | Đoạt giải | [ 142 ]                         |
| 2020 | Giải TCA                                    | Thành tựu xuất sắc trong điện ảnh, miniseries và đặc biệt                                             | Watchmen | Đoạt giải | [ 142 ]                         |
| 2020 | Giải TCA                                    | Chương trình mới xuất sắc                                                                             | Watchmen | Đoạt giải | [ 142 ]                         |
| 2020 | Giải TCA                                    | Chương trình của năm                                                                                  | Watchmen | Đoạt giải | [ 142 ]                         |
| 2021 | Giải biên tập điện ảnh Hoa Kỳ               | Series giới hạn hoặc điện ảnh biên tập xuất sắc dành cho truyền hình                                  | Anna Hauger (tập phim "This Extraordinary Being") | Đề cử     | [ 143 ]                         |
| 2021 | Giải hiệp hội các nhà quay phim Hoa Kỳ      | Thành tựu xuất sắc về quay phim trong điện ảnh, miniseries hoặc tập thí điểm dành cho truyền hình     | Gregory Middleton (tập phim "This Extraordinary Being") | Đề cử     | [ 144 ]                         |
| 2021 | Giải xã hội âm thanh điện ảnh               | Thành tựu xuất sắc về hòa âm cho phim truyền hình hoặc series giới hạn                                | Doug Axtell, Joseph DeAngelis, Chris Carpenter, Atticus Ross, Judah Getz và Antony Zeller (tập phim "This Extraordinary Being")                                                            | Đề cử     | [ 145 ]                         |
| 2021 | Giải điện ảnh độc lập Gotham                | Series đột phá – Dạng dài                                                                             | Damon Lindelof, Tom Spezialy, Nicole Kassell, Stephen Williams và Joseph E. Iberti | Đoạt giải | [ 146 ]                         |
| 2021 | Giải Sao Thổ                                | Series truyền hình chuyển thể siêu anh hùng hay nhất                                                  | Watchmen | Đề cử     | [ 147 ]                         |
| 2021 | Giải Sao Thổ                                | Nữ diễn viên truyền hình xuất sắc nhất                                                                | Regina King | Đề cử     | [ 147 ]                         |

### Kế thừa
Watchmen đã được giới phê bình khen ngợi vì đưa lên màn ảnh vụ giết hại chủng tộc Tulsa vào năm 1921. Cho đến khi bộ phim công chiếu và các nhà sử học ghi lại sự kiện này, trước đó rất ít nhà làm phim có thể thành công trong việc huy động vốn cho các dự án đề cập đến vụ thảm sát do tương đối ít người biết đến trong lịch sử Hoa Kỳ. Theo cây bút DeNeen Brown của tờ The Washington Post, Watchmen đóng vai trò là "chất xúc tác" để thu hút nhiều sự quan tâm hơn đến những tác phẩm liên quan đến cuộc bạo loạn trước lễ kỷ niệm sự kiện thế kỷ vào năm 2021. Ít nhất bốn bộ phim tài liệu riêng biệt đã được sản xuất trước đại lễ và ngày càng có nhiều mô tả về bi kịch trong các ấn phẩm khác, chẳng hạn như series Lovecraft Country của HBO.